# Ванавана
Ванавана (фр. Vanavana) — атолл в архипелаге Туамоту. Является частью Французской Полинезии. Другие названия — Куратаки, Хуатаки, Барроу.

## География
Остров находится в 55 км к западу от атолла Туреиа и в 110 км к северу от Муруроа. Ближайший материк, Южная Америка, расположен примерно в 5500 км.
Как и другие острова Туамоту, Ванавана имеет коралловое происхождение и представляет собой низменный атолл овальной формы. Длина острова составляет около 5 км, максимальная ширина — 3,2 км. Площадь суши Ванавана составляет около 2 км². В центре атолла находится лагуна площадью 3 км². Ванавана состоит из шести островков, или моту: крупнейший из них, расположенный в северной части острова, имеет форму крючка.
Климат на Ванавана тропический. Остров подвержен циклонам.

## История
Остров был открыт в 1826 году английским мореплавателем Фредериком Бичи, давший название атоллу «остров Барроу» (англ. Barrow Island) в честь британского политического деятеля сэра Джона Барроу.

## Административное деление
Административно входит в состав коммуны Туреиа.

## Население
В 2007 году остров был необитаем, хотя его зачастую посещали жители соседних островов, занимавшихся производством копры.